# 小行星3330
小行星3330（3330 Gantrisch）是一颗绕太阳运转的小行星，为主小行星带小行星。该小行星于1985年9月12日发现。

## 轨道参数
小行星3330的轨道半长轴为3.1452853 UA，离心率为0.209。